# Kanike, Sagar
Kanike là một làng thuộc tehsil Sagar, huyện Shimoga, bang Karnataka, Ấn Độ.